# Ancillae
Ancillae (pluriel) (singulier, ancilla ) sont des esclaves domestiques de sexe féminin dans la Rome antique, ainsi qu'en Europe au Moyen Âge.

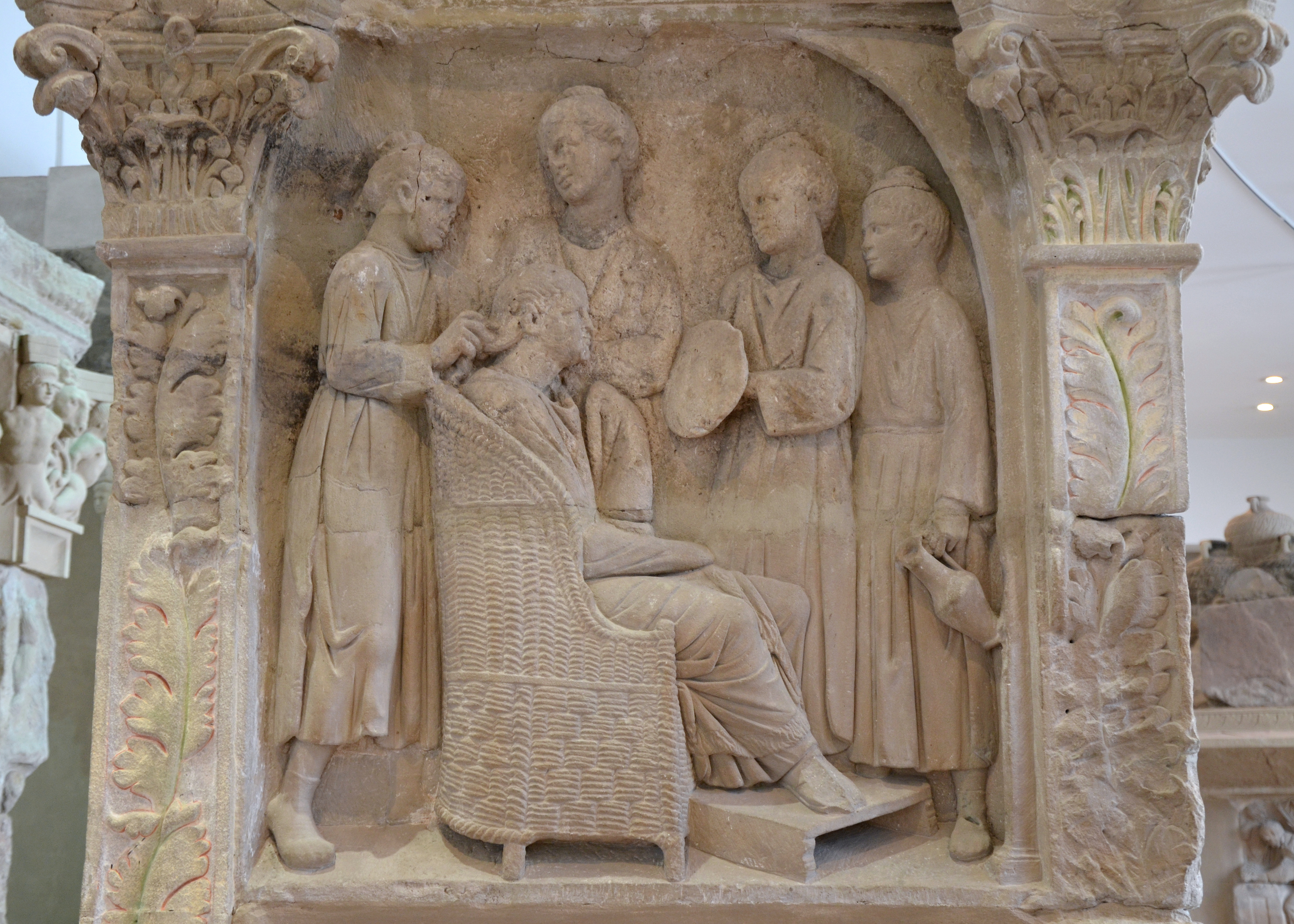
Quatre Ancillae assistant leur maîtresse, sur un relief funéraire de l'Allemagne romaine (vers 220 ANNONCE)

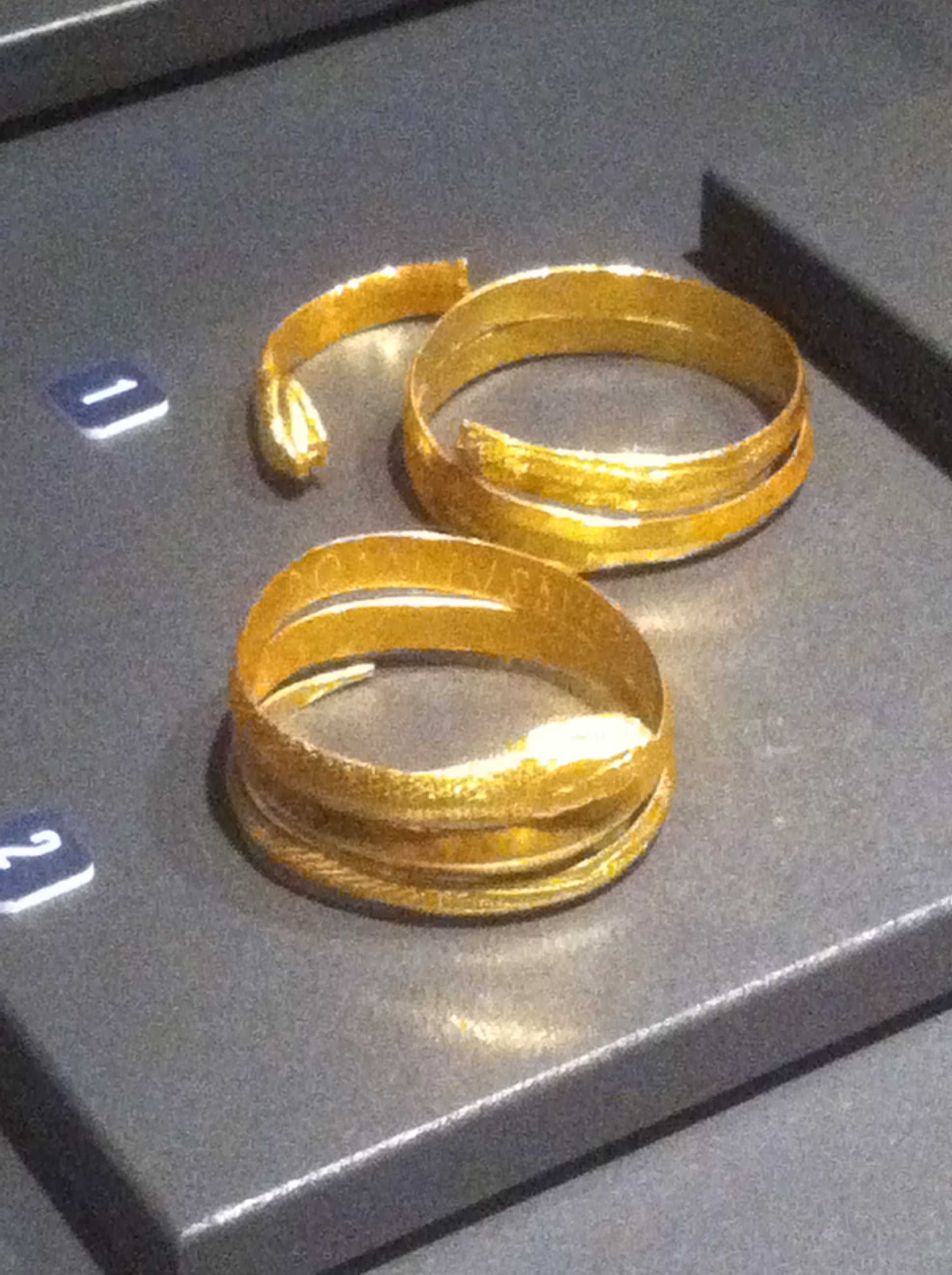
Armille en or de Moregine, près de Pompéi, avec inscription Dominus ancillae suae « Le maître à son esclave. »

Dans l'Europe médiévale, l'esclavage est progressivement remplacé par le servage, mais un petit nombre d'esclaves féminines ont continué à être importées comme domestiques pour les gens fortunés, le plus souvent en Italie, en Espagne et en France.

## Rome antique
Ancilla est le mot usuel utilisé pour désigner une esclave domestique dans la Rome antique. Le mot qui désigne une esclave est serva . Une ancilla dans une maison de classe supérieure peut servir en tant que femme de chambre . Dans ce contexte, les ancillae peuvent s'occuper de l'entretien, le stockage et la préparation de la garde-robe ou des bijoux de la maîtresse de maison. Une inscription fait mention d'une ancilla nommée Phoebe assignée ad speculum, « au miroir ».
Le droit romain de l'esclavage concerne aussi bien les esclaves hommes que femmes et est spécifique aux ancillae principalement en ce qui concerne les questions sociales liées au genre découlant de la maternité et du mariage. Étant donné que le statut des esclaves est défini par l'absence de personnalité juridique, les ancillae ne pouvaient pas conclure de mariages reconnus par le droit romain ; cependant, les ancillae, comme les autres esclaves domestiques, peuvent former une union hétérosexuelle ( contubernium )  qui exprime l'intention de se marier si les deux partenaires étaient affranchis et obtenaient des droits de citoyenneté . Un maître qui voulait épouser une ancilla pouvait la libérer à cet effet. Un homme de rang sénatorial ne pouvait pas légalement épouser une femme affranchie, mais pouvait conclure avec elle un concubinage monogame ( concubinatus ).
En général, les enfants des  ancillae naissaient en esclavage en tant que  vernae.

## Europe médiévale
À mesure que l'Empire romain se christianise, l'esclavage des chrétiens est interdit, mais reste autorisé pour les non-chrétiens. De même, il était interdit de réduire les musulmans en esclavage dans le monde musulman, mais il était autorisé de prendre des non-musulmans comme esclaves. Cela a donné naissance à un commerce d'esclaves dans lequel des esclaves du monde musulman sont vendus à l'Europe chrétienne, et des esclaves d'Europe étaient vendus au Moyen-Orient musulman.
La plus grande source d' ancillae pour l'Italie et l'Espagne est la traite négrière des Balkans et la traite négrière de la mer Noire . Les marchands de cette traite négrière sont souvent vénitiens : la traite des Balkans est une partie de la traite négrière vénitienne, et la traite de la mer Noire est vénitienne et en partie génoise.
Les esclaves se convertissaient normalement au christianisme ou à l'islam de leurs maîtres respectifs après avoir été achetés, mais restaient néanmoins maintenus en esclavage. Bien qu'il soit légal pour une ancilla de se marier, elle et ses enfants étaient toujours des esclaves. Parce que ce statut provoquait une confusion juridique entre la tutelle légale d'un mari envers sa femme et ses enfants, le mariage avec une ancilla n'était pas encouragé, ce qui créa un besoin de continuer à importer des esclaves pour soutenir le recrutement de nouveaux ancelle, car il y avait peu de personnes nées dans l'esclavage.
La plupart des ancillae médiévaux viennent des Balkans grecs orthodoxes et, bien qu'ils soient chrétiens, ils ne sont pas reconnus comme tels par l'Église catholique ; par conséquent, les prendre comme esclaves est considéré comme légal.
Parmi les esclaves  ancillae figure Maddalena, mère de Charles de Médicis (1428–1492), qui aurait été une esclave circassienne achetée en 1427 à Venise.
L'existence d'ancillae réduites en esclavage disparait en Europe du Sud lorsque la traite négrière des Balkans et la traite négrière de la mer Noire vers l'Europe cessent au milieu du XVe siècle.